# امامزاده یحیی (مشهد)
آرامگاه امامزاده یحیی مربوط به دوره صفوی است و در شهرستان مشهد، بخش رضویه، روستای میامی واقع شده و این اثر در تاریخ ۱۷ مرداد ۱۳۸۳ با شمارهٔ ثبت ۱۱۰۱۹ به‌عنوان یکی از آثار ملی ایران به ثبت رسیده است.

## گالری

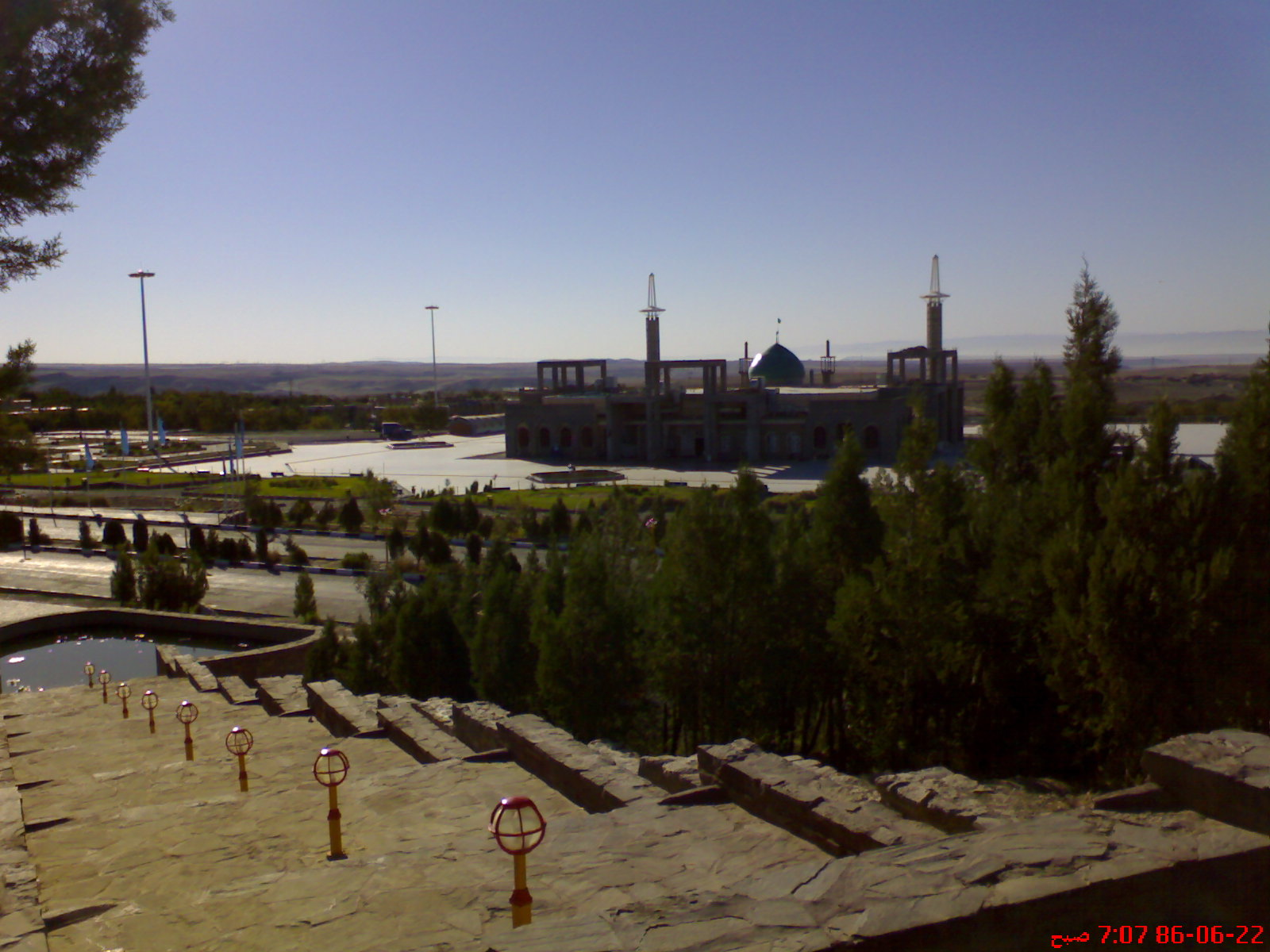
نمایی دور از گنبد آرامگاه امامزاده یحیی در سال 1386 هجری خورشیدی
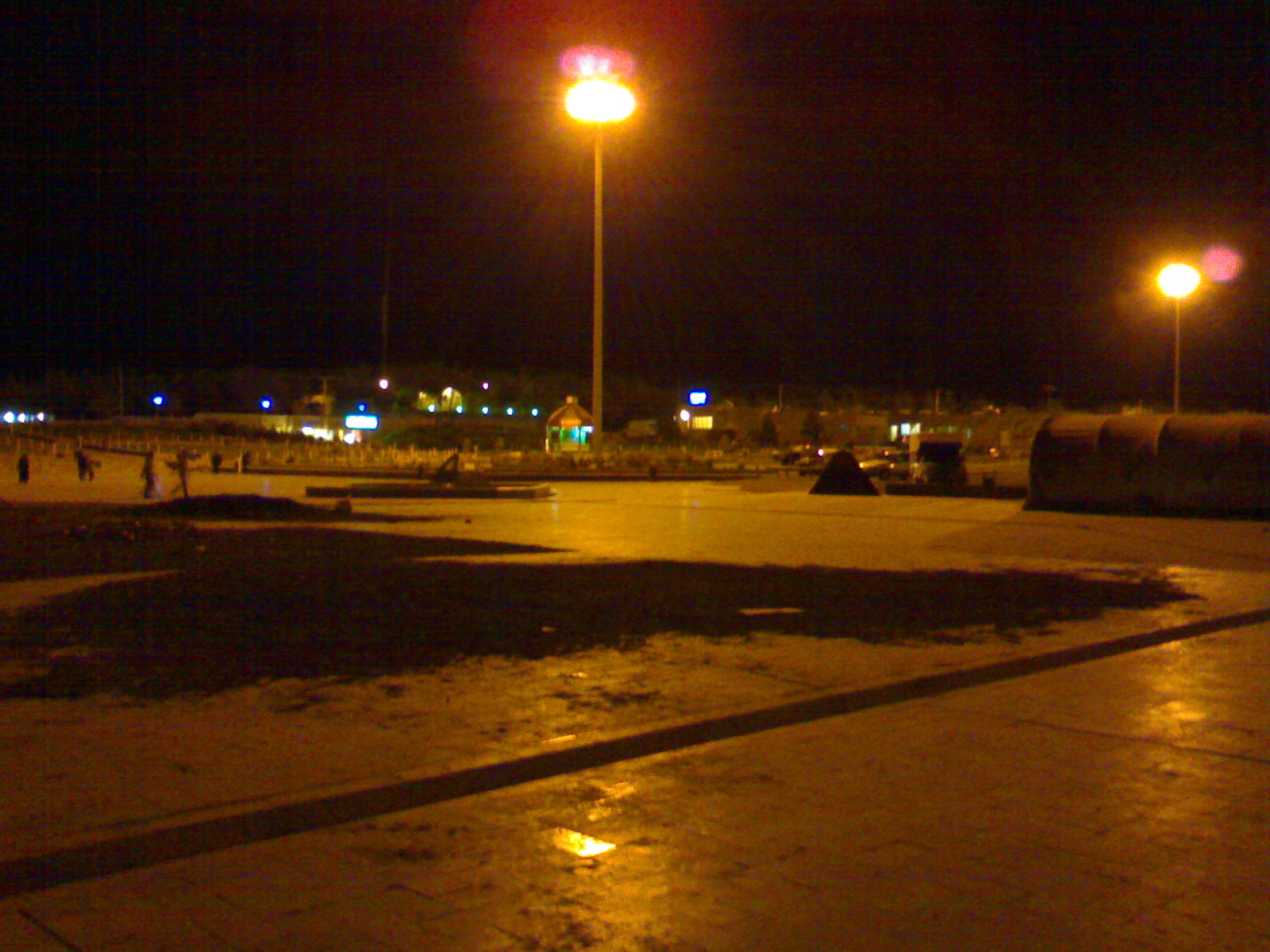
سقاخانه و صحن آرامگاه امامزاده یحیی در سال 1386 هجری خورشیدی
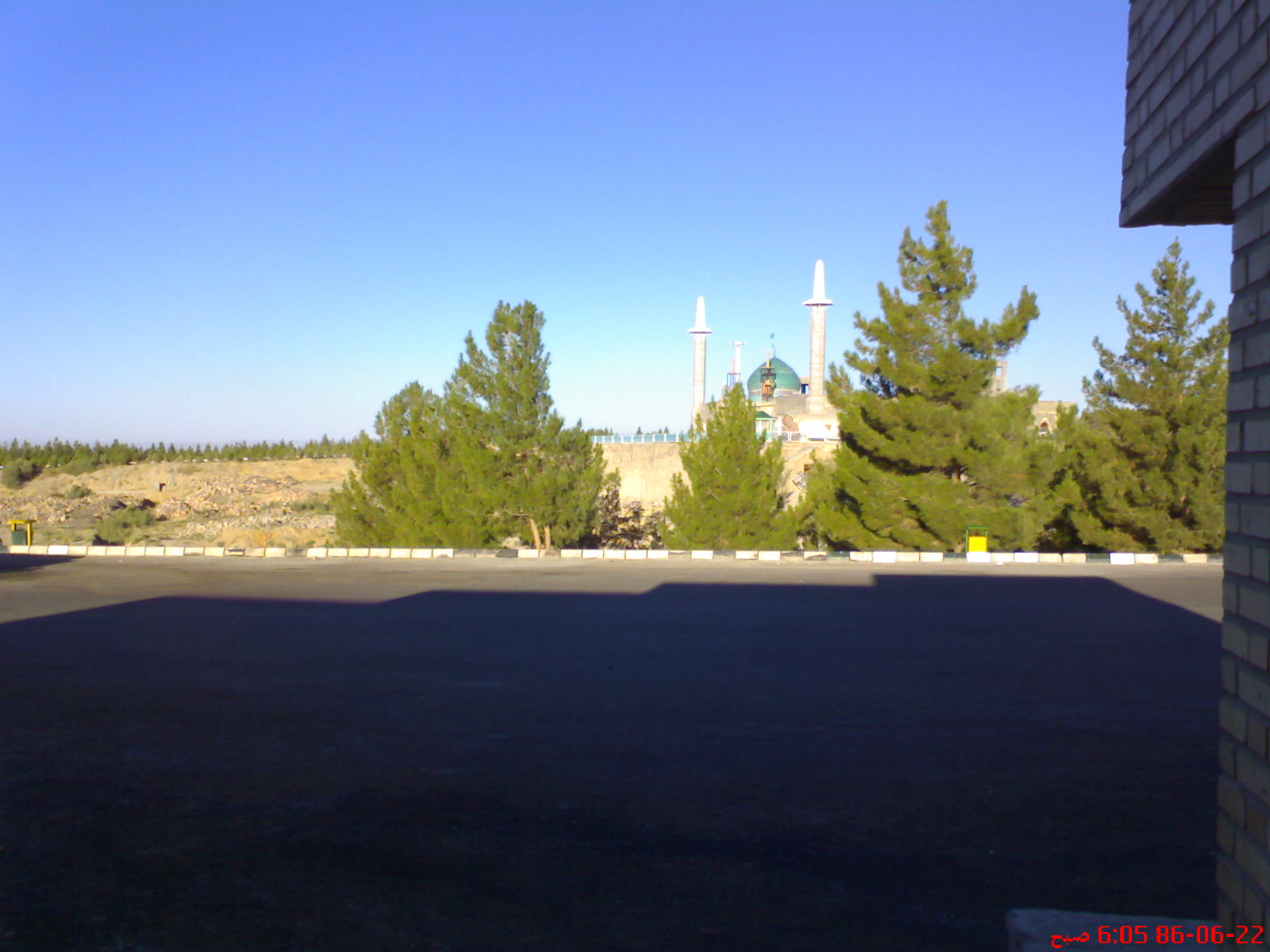
نمایی دور از گنبد آرامگاه امامزاده یحیی در سال 1386 هجری خورشیدی